# 龙港市
龙港市是中华人民共和国浙江省直辖、温州市代管的一个县级市，鳌江流域中心城市，在温州市区以南70公里左右，位于鳌江入海口南侧，东濒东海，西接横阳支江，与北岸的平阳县鳌江镇隔江相望，为温州市南部最大平原地带。市人民政府駐鎮前路195號。
龙港原为鳌江南岸的渔村，于1982年起开始建设港口，于1983年设镇。1984年，当地政府以当年中央文件中“允许农民自理口粮到集镇落户”为依据，规定在当地购地建房、经商办企业的农民可以落户当地，并向农民开放土地有偿使用权。随后，大量农民自费来到镇上经商投资落户，引起《人民日报》等媒体关注。国务委员王芳也为龙港题写“中国农民第一城”。先后获得“中国印刷城”、“中国礼品城”、“中国台挂历集散中心”、“中国印刷材料交易中心”等称号，在2018年的全国千强镇中位列第17名。
龙港自1987年起就有设市的诉求。在龙港设市前，《第一财经》曾发文称龙港镇“可能是中国最大的镇”。1996年，龙港曾被国家11个部委列为小城镇综合改革试点，实行县级计划单列，享受多数的县级经济权限，但下放到镇的权力几年后就被县政府拿回。2014年12月，龙港镇成为《国家新型城镇化综合试点总体实施方案》两个试点镇之一，苍南县开始把财政、商务、统计等权限下放给龙港。2019年8月，经国务院批准，龙港改制成立县级市，由浙江省直辖、温州市代管。2019年9月，龙港市正式挂牌成立。

## 名称源流
1981年苍南县成立后，县政府开始谋划在鳌江南岸成立物资集散中心，选址在龙江和沿江一带。1982年2月3日，《浙南日报》报道苍南各级部门及中国大陸城市建設专家殷体扬教授支持龙江和沿江一带的选址，灵溪镇居民担忧县城选址可能变化，自发举行一系列抗争活动，打伤中共温州市委工作人员，苍南县内对于“经济中心”“港口城镇”的说法较为敏感，故而港区在当时未起名为镇，其名称被暂定为“沿江港区”。后因“沿江港区”会令人误以为是沿着江的港区，而非专指的地名，而改名为“龙江港区”。
鳌江蜿蜒曲折，形似龙行，在龙港所处的江南片的民间多称“青龙江”，简称“龙江”；1983年，龙江港区准备材料上报请求设镇时，当地干部陈君亮取当地青龙江的传说，提议定为“龙江镇”，港区领导小组组长陈君球听罢，取“龙江港区”中的“龙港”为名。1983年4月10日，龙江港区报请设镇，当年10月12日获准，成立龙港镇。2019年8月30日，浙江省政府新闻办发布消息，撤销龙港镇，成立县级龙港市。

## 历史沿革

### 建置前
宋朝时，平阳县在江岸修筑有堤塘。当时的堤塘从今日的下埠延伸到斜溪，最早是在南宋时修筑，元大德元年（1297年）因为海溢而毁坏，在大德九年（1305年）重修，在延祐五年（1318年）修毕后改称护安堤，在明清多次修缮改称为新堤，堤坝的修筑和维护促进了当地的农业发展。
龙港的位置本是水陆交通要道，在明清时期亦为军事要地。洪武二年（1369年）平阳州改为平阳县时，在鳌江口设立有巡检司，清代则在鳌江两岸设置有炮台驻兵。元明清时，下埠已经是一处要塞。旧有江口城，最初设置于下埠，后移至渡头。清顺治十八年（1661年）因迁海令，要塞、村庄、渡驿皆被废置。康熙九年（1670年）后，平安渡方才恢复，同治年间开辟安潮渡（今方岩渡）和新渡，始有人迁居于斯。
中华人民共和国成立后，因地处海防前线，不兴办工业，当地农民以沿江滩涂和土地从事渔业，形成龙江和沿江两乡管辖的五个渔村，人口约6,500。当地人依靠打渔、种番薯等维持生计，仅依赖渡轮与外界联系。

### 龙江港区
1981年，国务院《关于浙江省设立苍南县的批复》和浙江省人民政府《关于平阳县分为平阳、苍南两个县的通知》使得苍南县独立自平阳县。分县之前的平阳县有160万人口，其面积大于临近的泰顺、文成、瑞安之总和。1981年3月6日，原中共平阳县委、平阳县革命委员会向浙江省提交《关于要求分县问题的报告》，其中指出分县的原因：“平阳县地大人多，行政领导力所不及，经济落后，地区之间很不平衡，经济结构复杂，山海之利不能得到发挥，民族语言结构不一，山区老区建设不快，群众生活仍很困难。”报告上交后获得国务院和浙江省批复，于1981年6月18日析原平阳县的矾山镇及宜山、钱库、金乡、灵溪、桥墩、矾山、马站七区，新置苍南县。
1981年，平苍分县，划鳌江而治。新成立的苍南县划有七区，分属三片，其中仅江南片三区较为发达，县域内连普通的城镇都很稀有，遑论经济中心，县域内的工厂仅有一些小酒厂，此外的国有企业、中小学、医院等都被划拨给平阳县。分县时，鳌江北岸、属于平阳县的鳌江镇已经是一个成规模的城镇，有3万多人口、2.5平方千米的城区，而鳌江南岸则仍然是农村。苍南的物资进出皆需要经由鳌江镇的港口外运，就连江南片群众的红白喜事所使用的食品等都要去北岸的鳌江镇采购。江南片每天有上万群众要渡江去北岸的鳌江镇贩卖农产品、手工品等以换取生活必需品。港口对经济发展的作用得到彰显，苍南县委、县政府认为苍南应该有自己的物资集散中心，以取代鳌江镇的作用。1982年4月，苍南县成立县城建设领导小组和办公室，同时决定在鳌江南岸建设港区以建成全县的物资集散中心。

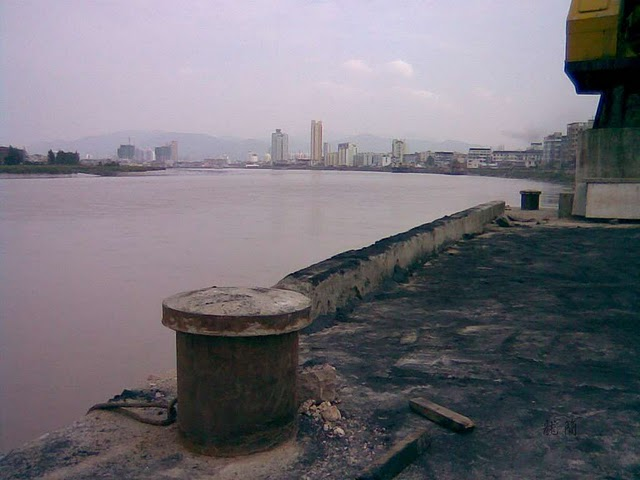
从外滩码头眺望市区

苍南县政府派出陈君球、于瑞祥、林家熙三人前往鳌江南岸的萧江、凤江、湖前、沿江、龙江进行考察以确定港区选址，虽然萧江有城镇基础和市场依托，但最后因水浅江窄放弃选址于此，改为定于龙江、沿江一带。温州市亦调遣人员对选址进行协助，最后确认于鳌江镇对面的沿江、龙江之间的下埠到方岩下一带兴建港区：这一带有着广阔的海滩和滩涂，不利于农耕但可以建城；与萧江、鳌江、金乡等城镇相近，腹地广阔；内河航运可通宜山、钱库等地，又有104国道途径；已经有一定渔业基础，且临近白沙、龙江的蔬菜基地。苍南县位于浙闽文化交界上，县内的南港地区以闽南话为主，而江南地区以温州话为主，两地为争夺县城之归属产生过分歧，县府一度因县城选址等原因而留置平阳。自县城落户南港地区的灵溪镇后，江南片群众存有不满的情绪，故选址在沿江、龙江也有均衡地域的考量。
方岩下本就处于来往鳌江的交通要道上，每日有超过万人次经由方岩下的渡口前往鳌江镇，因而有“方岩下，方岩下，只见人过往，不见人住下”的说法。城建专家殷体扬在实地考察后在温州市建筑学会发言指出，沿江和鳌江日后可共成一个中小型城市。1982年2月3日，《浙南日报》报道苍南各级部门及城建专家殷体扬教授支持龙江和沿江一带的选址，灵溪民众因担心县城选址有变，在次日贴出《告灵溪人民书》，并且成立“捍卫国务院（81）63号文件指挥部”，发动捐款，组织游行，占领广播站，通令罢工、罢课、罢市，在104国道拦截车辆、阻断道路。2月12日，中共温州市委派出百余名干部进驻灵溪，次日则有百余名民众抬两具棺木抗议。3月3日，温州市委工作人员在灵溪被抗议民众打伤，温州市政府惩治肇事者后宣布县城选址不变，13日县政府迁址灵溪。由于当时苍南县内对于“经济中心”“港口城镇”的说法较为敏感，故而港区在当时未起名为镇。1982年4月9日，温州市批准成立苍南县龙江港区。

### 改革试点
自1982年9月21日起，港区开始上交报告，申请建镇。在1983年4月《人民日报》刊出《积极地开发和建设小城镇》一文后，港区在4月10日再次向县委县政府提交报告，题为《关于在龙江港区设镇的报告》，建议在港区设镇。县委同意港区起名“龙港镇”设镇，并上报温州市政府。1983年8月10日，中共浙江省委书记王芳透过苍南县时任县委书记胡万里，向苍南县委在龙港的现场办公会议传达口信，称：“要把港区建设好，苍南县的经济中心就在这里！这不是以人们意志转移的。”1983年10月19日，浙江省人民政府批复同意设立龙港镇，为苍南县直辖镇。1984年，划沿江乡方岩村、河底高村；龙江乡金钗河村、江口村、下埠村组建龙港镇。
1984年6月，苍南县撤区建镇，实现以镇辖乡，龙港镇辖白沙乡、龙江乡、沿江乡、湖前乡4乡，时任苍南县钱库区区委书记陈定模主动向上级提出要担任龙港的首任镇委书记，自带7名干部和3000元来到龙港。当地政府以当年中央一号文件中“允许农民自理口粮到集镇落户”为依据，规定在当地购地建房、经商办企业的农民可以落户当地，并向农民开放土地有偿使用权。随后，龙港镇组织30多人的农民进城宣传队，奔赴温州多地进行宣传。大量农民自费来到镇上经商投资落户：龙港镇的“欢迎农民进城办公室”在30天内就收到了5000多户农民的申请，在1985年全镇共有1万多人参与兴建3000多间楼房。当地的落户政策在当年是中国大陸实行户籍制度改革的首创之举。
1985年1月，龙港开温州市之先河，开始有偿出让土地，当年已经收取了1000多万元的土地有偿使用费，解决了城镇建设“三通一平”（即水通、电通、路通、场地平整）的费用，为教育事业等提供了资金。同年10月10日，龙港被列入全国重点渔港。龙港镇的发展，引起媒体关注，如《人民日报》在1985年发表《龙港镇发动群众集资建镇》一文，文章的编者按“龙港镇仅一年多就兴旺起来，这种建设速度实在令人振奋”。1985年11月29日，时任国务院总理赵紫阳访问龙港，接待的苍南县委副书记陈星和说“总理辛苦了！龙港是地图上找不到的小地方”，而赵紫阳回应称自己“慕名而来”。
1986年9月，温州市被中共党中央和国务院定为试验区后，到温州考察参观者络绎不绝，龙港的所有食堂及餐厅全天候运营都无法满足需求，这股参观热潮直至11月才被国务院发文制止。自1985年1月2日《人民日报》首次报道后，香港《文汇报》、《欧洲时报》等国内外50多家媒体相继对龙港镇进行报道，并给予肯定，其中将龙港称为“中国第一座农民城”、“浙江的深圳”、“一夜城”等。万里、宋平、田纪云、李铁映、陈慕华等党和国家领导人相继到访，国务委员王芳也为龙港题写“中国农民第一城”。

1989年，全镇人口达4万人。1990年，全国出现劳动力回流时，龙港镇的迁入人口却达到1.2万人。1992年3月，龙港区被裁撤，沿江、龙江、白沙、海城四乡并入龙港镇。当年，龙港人口已经超过了12.4万人，机械增长占92%。1994年4月9日，龙港镇被纳入浙江省小城镇户粮制度改革试点单位，开始全面实行农业户口转非农业户口。同年，龙港镇被列为温州市经济“综合实力三十强乡镇”之首位。

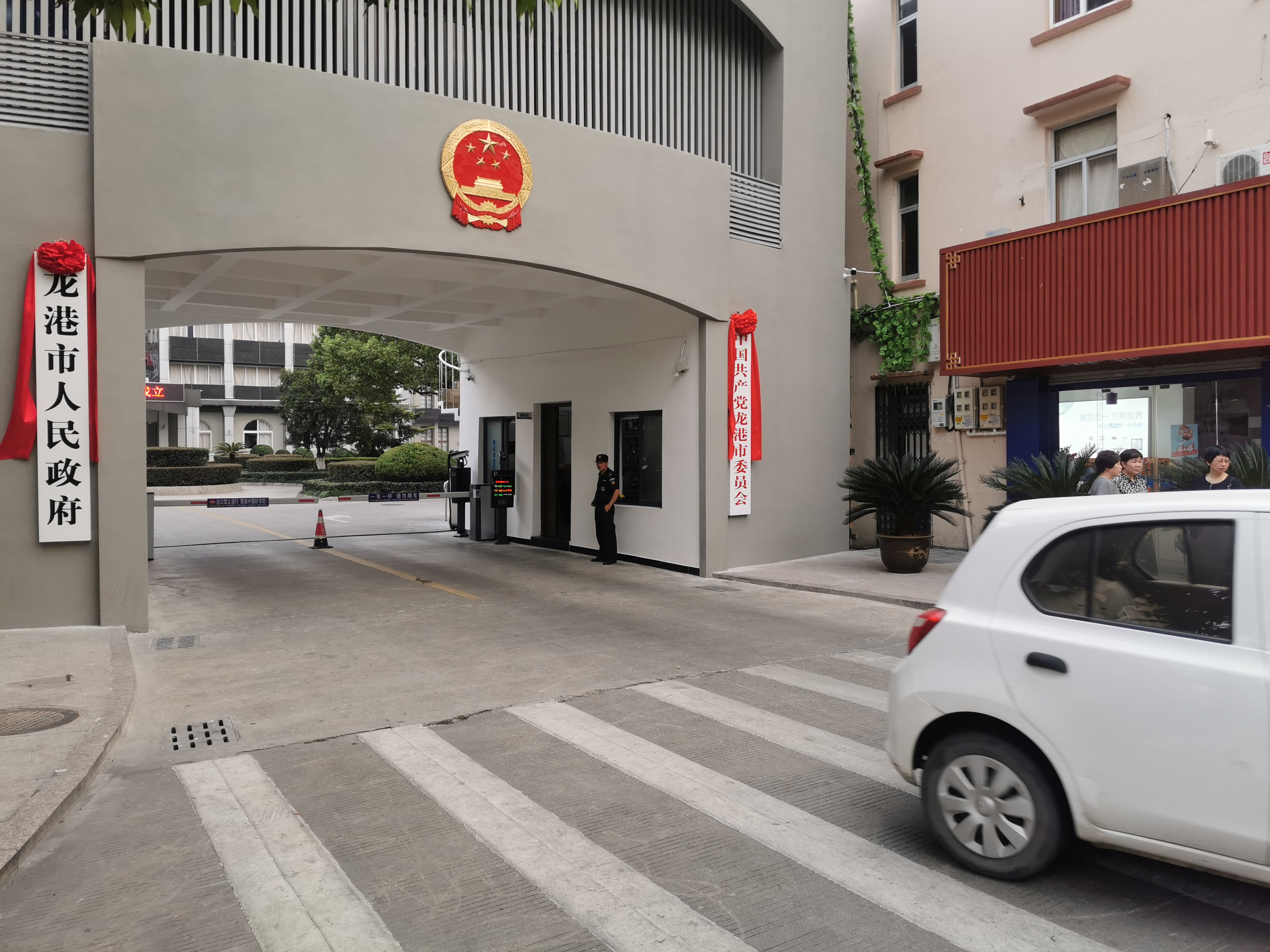
挂牌后的龙港市人民政府

### 改制设市
当地的镇级建制也制约了城市的发展：用地指标少导致企业难以获得用地，因镇领导无决定权而规划难落地，财政收入无法自行支配等问题造成了城市发展的短板。自1990年代其，龙港就开始接受各类改革试点。龙港自1987年起就有设市的诉求，但始终不被允许，但也经历了多次扩权的试点；在龙港设市前，《第一财经》曾发文称龙港镇“可能是中国最大的镇”。
建镇之初，龙港镇曾经提出取得县同等的审批权限，最终将县企业局、工商局、公安局、计经委等八个部门的公章简化为县计经委一个章的审批要求，使得龙港镇获得极大自主权，得益于此，龙港镇的经济占全县比重由1984年的1.4%上升到1990年的28%，但这一权限在1990年左右被收回。1995年，龙港曾被国家11个部委列为小城镇综合改革试点，实行县级计划单列，享受多数的县级经济权限，建立了浙江省第一个镇级金库，并在行政、财政、户籍、工业、城镇建设、教育体制等多方面先后尝试改革，但下放到镇的权力在2000年随着改革到期后就被县政府拿回。
1995年6月11日，龙港被定为全国小城镇综合改革试点，以改革对行政管理体制、财政管理体制等七个方面。1996年12月，龙港镇展开户籍改革，当地所有的农民转为城镇居民。1998年，龙港镇成为浙江省首批村镇建设现代化示范镇试点，当年亦是全国经济百强镇前50，并且凭借14.52亿元的印刷包装业生产总值，成为中国大陸三大印刷基地之一。1999年9月2日，龙港镇成为联合国开发计划署“可持续发展的中国小城镇”项目试点之一。2000年，撤销湖前镇、平等乡、江山乡，所属行政区域（除江山乡后垟增、梁宅2村）并入龙港镇。2009年，温州市展开强镇扩权的改革，将龙港镇作为试点，给予更多土地使用、财政支配、行政审批、事务管理的权限，并且建立了综合管理执法大队、行政审批服务中心等机构或部门。2011年，龙港镇被浙江省列为首批小城市培育试点镇，以探索政策改革。
2011年在温州市新一轮乡镇合并中，舥艚镇、芦浦镇、云岩乡并入龙港镇，调整后的龙港镇下辖3个社区、25个居民区、171个行政村，新版图达172.05平方公里。2012年5月，龙港镇将12个办事处调整为17个社区。2014年12月29日，龙港镇获批国家新型城镇化综合试点，成为全国第一批64个试点地区中仅有的两个镇级试点之一。2013年时，龙港镇的财政收入已经达到18.8亿元，超过全国140个县级市，镇区人口达到1.3万人/平方公里，比肩北京、上海等城市中心区。2018年，辖区面积由最初的7.2平方公里已经增加到183.99平方公里，人口由最初的8000余人已经增长到37.87万人，先后获得“中国印刷城”、“中国礼品城”、“中国台挂历集散中心”、“中国印刷材料交易中心”等称号，在2018年的全国千强镇中位列第17名。2016年，龙港镇将原有的17个社区整合为14个新型社区。
2014年12月，龙港镇成为《国家新型城镇化综合试点总体实施方案》两个试点镇之一，负责“镇区人口10万以上的建制镇开展新型设市模式试点”的任务。针对试点工作，龙港镇将苍南县派驻龙港部门与镇内设机构及事业单位共41个机构合并为15个，将原有17个社区将整合为14个新型社区并建立“市管社区”的体制，并在2016年6月4日挂牌15个大部门进行管理。截至2016年6月，苍南县已经将1300多项县级权力下放，涉及财政、商务、统计、民政、教育、农业等多个领域。同日，苍南县成立龙港设市筹备工作领导小组，负责推进龙港“镇改市”（即特大镇升格县级市）筹备工作。国家发改委城市和小城镇改革发展中心调研组在2014年指出：“几轮扩权一定程度上对龙港的发展起了推动作用，但不稳定的机制不能从根本上解决特大镇发展自主权不足的问题。”2016年，民建中央在龙港镇多次考察调研后指出，龙港镇的财力占苍南县的50.3%，可用财力却仅占11.6%，常住人口占36.7%，行政事业单位人员却只占2.8%。
2019年，推动龙港设市被写入浙江省、温州市、苍南县、龙港镇的《政府工作报告》。3月19日，苍南县政府在温州市网络问政平台回复网友建议时指出：“龙港人口规模、区域经济、城区资源环境基础设施、区域基本公共服务等各项指标均达到设县级市的要求，具备撤镇设市条件。根据国家11部委文件和设立县级市标准，温州市政府已逐级申报撤镇设市。”国家发改委在4月发布的《2019年新型城镇化建设重点任务》中指出要落实非县级政府驻地特大镇设市。8月16日，经国务院批准，国家民政部（民函〔2019〕83号）复函浙江省人民政府，同意撤销苍南县龙港镇，设立县级龙港市，以原龙港镇的行政区域为龙港市的行政区域，市政府驻地为镇前路195号。龙港市由浙江省直辖，温州市代管。8月30日，浙江省人民政府新闻办在省人民大会堂举行新闻发布会正式对外公开此信息。9月25日，龙港市正式挂牌成立。《每日经济新闻》评论称，中国大陸中小城市较少，增设已成趋势，镇改市的改革已经从龙港开始。《人民日报》指出，龙港镇的撤镇设市“不是简单的行政区划调整，而将为全国探索建立一套精简高效创新的新型设市模式”。
现辖102个社区，不设立乡镇、街道，辖区面积183.99平方公里，区域内通104国道、228国道、沈海高速公路、甬莞高速、瑞平苍高速、温福铁路、舥艚港、崇家岙港。

## 地理
龙港位于浙江省温州市南部，处于苍南以北、平阳以南，北与平阳县鳌江镇隔鳌江相望，东临东海，西接104国道、沈海高速公路、温福铁路。最初，为了设立苍南县的县域经济中心和港口，龙港被选址于鳌江南岸，合并方岩、江口、河底高、金钗河、下埠五个渔村而形成。随后，龙港不断发展，辖区面积由最初的7.2平方公里增加到2018年的183.99平方公里。
龙港市处于鳌江流域，境内地势低平、河网密布，平原海拔仅3至5米，水網总长809.4公里。人工河道有由北向南的龙金运河全长26.4公里，平均宽度30.5米，由西向东的云舥河道全长约20公里。除鳌江外的自然河道有全长约15公里的龙舥河、全长约7.5公里的金舥河、全长约7.5公里的龙凤河、全长约13公里的钱湖河、全长约5公里的钱望河。 
龙港所地处的江南平原本是苍南县经济较为发达的地区。龙江和沿江附近有着广阔的海滩和滩涂，不利于农耕但可以建城；与萧江、鳌江、金乡等城镇相近，腹地广阔；内河航运可通宜山、钱库等地，又有104国道途径；已经有一定渔业基础，且临近白沙、龙江的蔬菜基地；方岩下一带有着丰富的地下水资源。鳌江为浙江省八大水系之一，是中国大陸三条涌潮江之一，在浙江省内仅次于钱塘江。其江口位于龙港新美洲村附近的狮子口，呈对称的喇叭口形，外口宽10公里，在5公里距离内缩窄为1公里。历史上，鳌江河道曾经供3,000吨级轮船通行。1938年，为防止日本入侵而在狮子口置梅花桩，导致河道淤塞。中华人民共和国成立后仅清理出200米宽的河道，只能供1,600吨级轮船使用。
龙港地处亚热带海洋季风气候区。气候温暖，年平均温度17.9摄氏度，最冷月1月平均7.9度，最热月7-8月平均28.2度，四季分明。雨量充沛，年平均降水量为1,509毫米；季风交替明显，春夏多雨，秋冬少雨，冬季盛行偏北风，夏季盛行偏南风，7、8、9月有台风影响，平均每年会受到4个台风的影响；降水年际变化大，丰年可达2,662.3毫米，枯年则低至1,065.3毫米。

## 政治

### 现任领导
| 机构     | 中国共产党龙港市委员会书记 | 龙港市人民代表大会常务委员会主任 | 龙港市人民政府市长 | 中国人民政治协商会议龙港市委员会主席 |
| -------- | -------------------------- | -------------------------------- | ------------------ | ------------------------------------ |
| 姓名     | 何宗静                     | 陈国苗                           | 林海涵             | 李青                                 |
| 民族     | 汉族                       | 汉族                             | 汉族               | 汉族                                 |
| 籍贯     | 浙江省瑞安市               | 浙江省苍南县                     | 浙江省平阳县       | 浙江省平阳县                         |
| 出生日期 | 1977年11月（47歲）         | 1965年3月（60歲）                | 1975年10月（49歲） | 1970年10月（54歲）                   |
| 就任日期 | 2021年11月                 | 2020年1月                        | 2021年11月         | 2022年3月                            |

### 行政区划

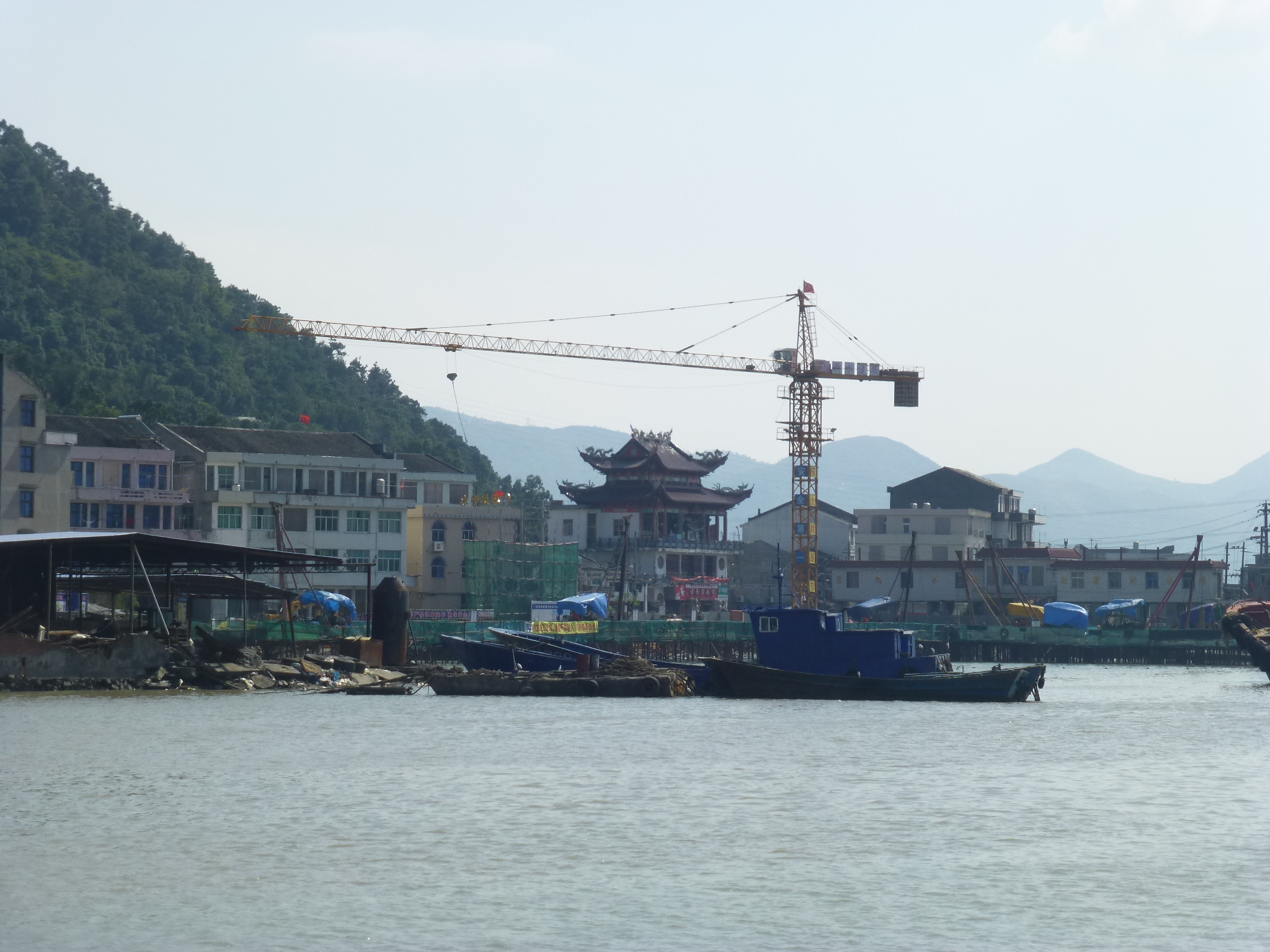
舥艚渔港（舥艚在2011年划归龙港管辖）

2019年8月30日，浙江省民政厅厅长王剑侯表示新成立的龙港市将不设立乡镇、街道。龙港在建市之初设立了9个片区党工委管辖102个村级行政单位，但由于外界质疑有“类乡镇化”嫌疑，于2021年3月重新划分为26个社区联合党委。截至2020年5月，龙港市辖102个社区：
| 新片区 | 原片区 | 原村、居名                                     | 新名         |
| ------ | ------ | ---------------------------------------------- | ------------ |
| 龙江   | 城南   | 金钗河村、镇前居（部分）、建新居（部分）       | 金钗河社区   |
| 龙江   | 城南   | 镇前居（部分）、建新居（部分）                 | 龙城社区     |
| 龙江   | 城南   | 朝西屋村、海港居（部分）、西南居（部分）       | 朝西屋社区   |
| 龙江   | 城南   | 江口村、通港居、海港居（部分）、西南居（部分） | 江口社区     |
| 龙江   | 城南   | 下埠村                                         | 下埠社区     |
| 龙江   | 城南   | 池浦村、龙华居                                 | 池浦社区     |
| 龙江   | 城南   | 江浦社区                                       | 江浦社区     |
| 龙江   | 龙江   | 李家垟村、龙威居                               | 李家垟社区   |
| 龙江   | 龙江   | 黄家蓬村、浦后村、三大屋村                     | 东城社区     |
| 龙江   | 龙江   | 河北庙村、瓦窑头村                             | 龙虹社区     |
| 龙江   | 龙江   | 下涝村                                         | 下涝社区     |
| 龙江   | 龙江   | 洪宫村、繁华居                                 | 洪宫社区     |
| 龙江   | 龙江   | 涂厂村                                         | 涂厂社区     |
| 龙江   | 龙江   | 新美洲村                                       | 新美洲社区   |
| 沿江   | 沿江   | 东排村、龙湖居                                 | 东排社区     |
| 沿江   | 沿江   | 西排村、望城居（部分）                         | 西排社区     |
| 沿江   | 沿江   | 柳江村、望城居（部分）                         | 柳江社区     |
| 沿江   | 沿江   | 咸园村、望城居（部分）                         | 咸园社区     |
| 沿江   | 沿江   | 砖瓦村                                         | 砖瓦社区     |
| 沿江   | 沿江   | 新陡门村                                       | 新陡门社区   |
| 沿江   | 沿江   | 新兰村                                         | 新兰社区     |
| 沿江   | 城北   | 流浦村、泰安社区（部分）                       | 流浦社区     |
| 沿江   | 城北   | 河底高村、站前居、沿河居                       | 河底高社区   |
| 沿江   | 城北   | 方岩村、龙跃居、江滨居                         | 方岩社区     |
| 沿江   | 城北   | 新渡村、建北居                                 | 新渡社区     |
| 沿江   | 城北   | 泰安社区（大部分）、百有居                     | 泰安社区     |
| 沿江   | 城北   | 永盛居、江湾居、文卫居                         | 瓯南社区     |
| 白沙   | 白沙   | 象南村、象中村、象北村                         | 象岗社区     |
| 白沙   | 白沙   | 刘南村、刘西村、刘北村                         | 刘店社区     |
| 白沙   | 白沙   | 方南村、方中村、方北村                         | 方良社区     |
| 白沙   | 白沙   | 黄中村                                         | 黄中社区     |
| 白沙   | 白沙   | 七河村                                         | 七河社区     |
| 白沙   | 海城   | 朝北处村、后岸村、海头村、河尾村               | 海近社区     |
| 白沙   | 海城   | 前东村、海下村、新垟村、民主村                 | 海平社区     |
| 白沙   | 海城   | 章良村、岑浦村                                 | 章良社区     |
| 白沙   | 海城   | 二河村、下东庄村                               | 河东社区     |
| 湖前   | 湖前   | 陈良村、双桂村                                 | 双桂里社区   |
| 湖前   | 湖前   | 杨家宅村                                       | 杨家宅社区   |
| 湖前   | 湖前   | 下垟郑村                                       | 下垟郑社区   |
| 湖前   | 湖前   | 汇龙村、双龙村                                 | 城西社区     |
| 湖前   | 湖前   | 东河村                                         | 东河社区     |
| 湖前   | 湖前   | 西桥村                                         | 西桥社区     |
| 湖前   | 湖前   | 三垟村                                         | 三垟社区     |
| 湖前   | 湖前   | 龙浦社区                                       | 龙浦社区     |
| 湖前   | 湖前   | 凤翔村（长连屋村、李庄站村）、朱家站村         | 金星社区     |
| 湖前   | 凤江   | 凰浦村、童处村                                 | 凰浦社区     |
| 湖前   | 凤江   | 水深村、新光村                                 | 胜利社区     |
| 湖前   | 凤江   | 麟头村、林陈村                                 | 凤灵社区     |
| 湖前   | 凤江   | 凤江村                                         | 凤江社区     |
| 平等   | 平等   | 孙店村、施良村                                 | 朝阳社区     |
| 平等   | 平等   | 余南村、余北村                                 | 余家慕社区   |
| 平等   | 平等   | 吴兰楼村、林官仓村、陈华垟村                   | 龙南社区     |
| 平等   | 平等   | 张东村、张西村                                 | 张家堡社区   |
| 平等   | 平等   | 韩家垟村、希贤村                               | 龙平社区     |
| 平等   | 平等   | 吴家弄村、仕家垟村、陈宅村                     | 利民社区     |
| 平等   | 平等   | 徐家庄村、梧桥村                               | 高龙社区     |
| 平等   | 平等   | 陈家宅村、环河村                               | 环浦社区     |
| 江山   | 江山   | 下湾村、振棋村、王公门村、寿山村               | 富民社区     |
| 江山   | 江山   | 薛中村、薛南村、薛北村                         | 薛家桥社区   |
| 江山   | 江山   | 周家车村、大店村、上河头村                     | 永平社区     |
| 江山   | 江山   | 都口村、平桥村                                 | 龙都社区     |
| 江山   | 江山   | 三大庙村、卢处村、东庄村                       | 龙源社区     |
| 江山   | 江山   | 新河村、西河村                                 | 双河社区     |
| 江山   | 江山   | 郭宕村、下水门村                               | 龙和社区     |
| 江山   | 江山   | 月星村                                         | 月星社区     |
| 江山   | 江山   | 文楼村                                         | 文楼社区     |
| 舥艚   | 舥艚   | 平安村、泮河东村、泮河西村                     | 泮河平安社区 |
| 舥艚   | 舥艚   | 老台村、北岭村                                 | 永安社区     |
| 舥艚   | 舥艚   | 七一村、七二村                                 | 七姓底社区   |
| 舥艚   | 舥艚   | 横池村、垟底张村、乾头村                       | 三园社区     |
| 舥艚   | 舥艚   | 方城底村、东浦口村                             | 方城浦社区   |
| 舥艚   | 舥艚   | 山塘村、东山周村                               | 友谊社区     |
| 舥艚   | 舥艚   | 舥艚村                                         | 舥艚社区     |
| 舥艚   | 舥艚   | 老陡门村                                       | 老陡门社区   |
| 舥艚   | 舥艚   | 中段村                                         | 中段社区     |
| 舥艚   | 舥艚   | 炉头村                                         | 炉头社区     |
| 舥艚   | 舥艚   | 浃底村                                         | 浃底社区     |
| 舥艚   | 舥艚   | 林家庄村                                       | 林家庄社区   |
| 舥艚   | 新城   | 仙坭船村、浦东村、浦前村                       | 龙华社区     |
| 舥艚   | 新城   | 九刀连村、水心村、西浦口村                     | 九龙河社区   |
| 舥艚   | 新城   | 北大垟村、马路下村                             | 马北社区     |
| 舥艚   | 新城   | 夏口徐村、黄东村、马鞍桥村                     | 马鞍徐东社区 |
| 舥艚   | 新城   | 倪前村、倪后村                                 | 倪家堡社区   |
| 舥艚   | 新城   | 新桥村                                         | 新桥社区     |
| 舥艚   | 新城   | 金家沿村                                       | 金家沿社区   |
| 舥艚   | 新城   | 黄库村                                         | 黄库社区     |
| 舥艚   | 新城   | 陈处村                                         | 陈处社区     |
| 芦浦   | 芦浦   | 芦浦村、南宕村                                 | 芦浦社区     |
| 芦浦   | 芦浦   | 鉴后垟村、前垟底村、县后村                     | 监后垟社区   |
| 芦浦   | 芦浦   | 鉴后东村、鉴后西村                             | 华中社区     |
| 芦浦   | 芦浦   | 增产村、儒桥头村                               | 儒桥头社区   |
| 芦浦   | 芦浦   | 黄楼下村、前洋村                               | 高星社区     |
| 芦浦   | 芦浦   | 石路村                                         | 石路社区     |
| 芦浦   | 芦浦   | 林家院村                                       | 林家院社区   |
| 芦浦   | 芦浦   | 东门垟村                                       | 东门垟社区   |
| 云岩   | 云岩   | 士金兜村、山前村、港头村                       | 金山港社区   |
| 云岩   | 云岩   | 凤山村、金中村                                 | 中山社区     |
| 云岩   | 云岩   | 瑞岩村、联友村                                 | 瑞联社区     |
| 云岩   | 云岩   | 三峰村、梁峰村、上对口村                       | 滨江社区     |
| 云岩   | 云岩   | 鲸头村                                         | 鲸头社区     |
| 云岩   | 云岩   | 中对口村                                       | 中对口社区   |
| 云岩   | 云岩   | 云岩村                                         | 云头垟社区   |

## 经济

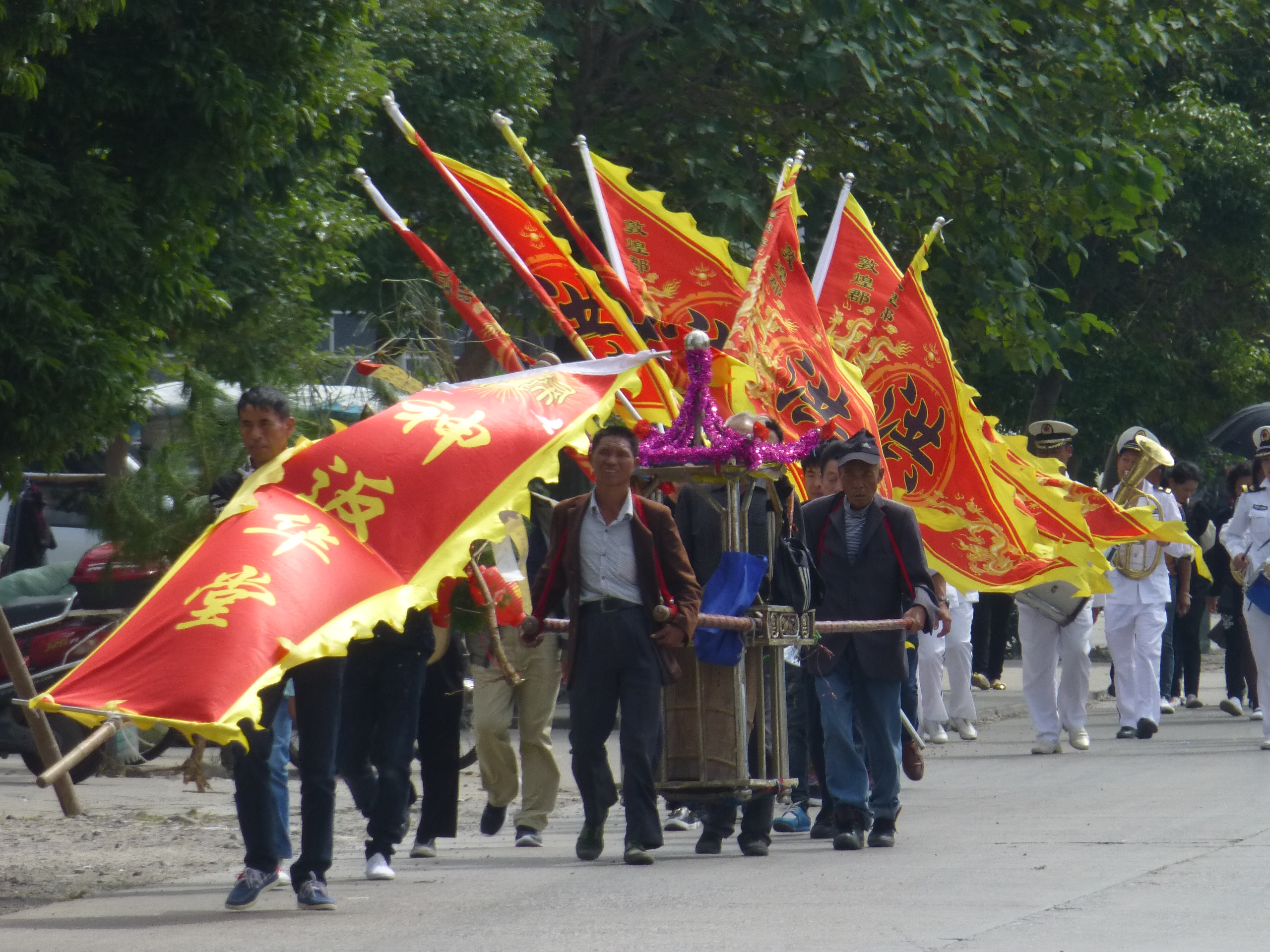
当地所保留的农村常见的传统葬礼习俗

龙港在1984年刚建镇时，仅有三家小厂，当年产值只有233万元。随后，镇政府公布优惠政策，鼓励能人开发当地，促使周边地区的能人涌入，到1985年底，全镇的工业产值已经增加到2,671万元，到1991年增加到31,517万元。2021年龙港市生产总值達340.34億元，第一、二、三产业增加值分别为9.60亿元、158.80亿元、171.94亿元，三次产业结构比为2.8 : 46.7 : 50.5；全年财政总收入30.37亿元，一般公共预算收入20.03亿元，一般公共预算支出32.28亿元。
当地已经形成了城东工业园区、塑编工业园区、示范工业园区等产业集聚带，其传统工业产业包括标牌产业、塑料编织袋产业、再生腈纶纱产业、印刷包装产业等，但附加值较高的印刷业在取代其余产业，传统的家庭经济逐步转型为股份合作制经济。龙港先后获得“中国印刷城”、“中国礼品城”、“中国台挂历集散中心”、“中国印刷材料交易中心”等称号，在2018年的全国千强镇中位列第17名。早在1998年，龙港镇就凭借14.52亿元的印刷包装业生产总值，成为中国大陸三大印刷基地之一。在2003年的《龙港镇志》称，龙港的包装印刷业占中国大陸产业产值的20%，生产总值为35亿元人民币，其第一家印刷企业——龙港印刷厂创建于1985年，在90年代中后期当地的印刷行业开始不断发展壮大。
龙港开创过不少行业的先例。龙港是“温州炒房团”的发源地，其建镇之初的政策即有炒卖房地产的意味；龙港是全国最早实行土地有偿使用的地方，土地有偿使用的办法为当地基础设施建设和环境改善提供了资金。1987年4月25日，龙港镇7户农民集资31.3万元，成立了浙江首家县级以下城市信用社——龙湖信用社；1992年，龙港中心信用社成立，该社也成为浙江首家股份制农村信用社。1991年7月23日，龙港镇的青年农民王钧瑶向湖南民航总局承包飞机，后开通长沙至温州的航线，该航线成为中国大陸第一条私人出资开辟的国内航空线路，后来王均瑶成立温州天龙包机有限公司，日后又创建均瑶集团。

### 社会科学研究

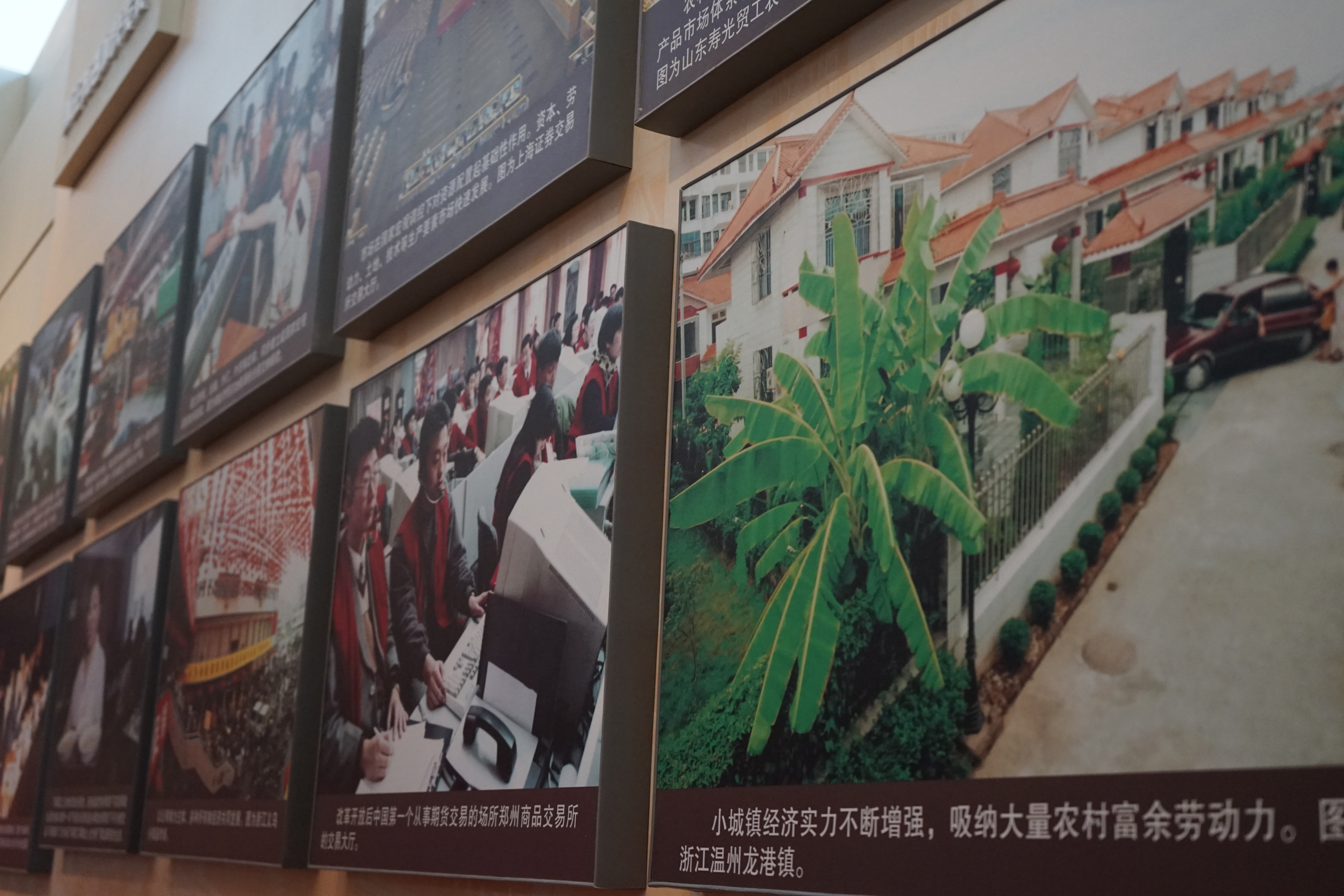
中国国家博物馆中对龙港镇的介绍

龙港的发展吸引了不少有关于城市化、人口迁移、市民社会等社会科学的研究。1984年，龙港官员陈定模依据当年中央文件中“允许农民自理口粮到集镇落户”的规定，允许在当地购地建房、经商办企业的农民落户当地，吸引了苍南、平阳、文成、泰顺等地的农民迁居此地，随后镇上从家庭作坊式的半手工制造业起步逐步拓展，逐步形成了一个繁华工业城市。1990年，全国出现劳动力回流时，龙港镇的迁入人口却达到1.2万人。全镇为新开滩涂，不占用耕地，不花费国家投资，完全由农民自己建设，到1992年人口已经超过了12.4万人，机械增长占92%。如果只按照人口自然增长，到21世纪，当地人口也难以超过1.5万。龙港的城市化和工业化交错演进，形成了与众不同的城市化途径。

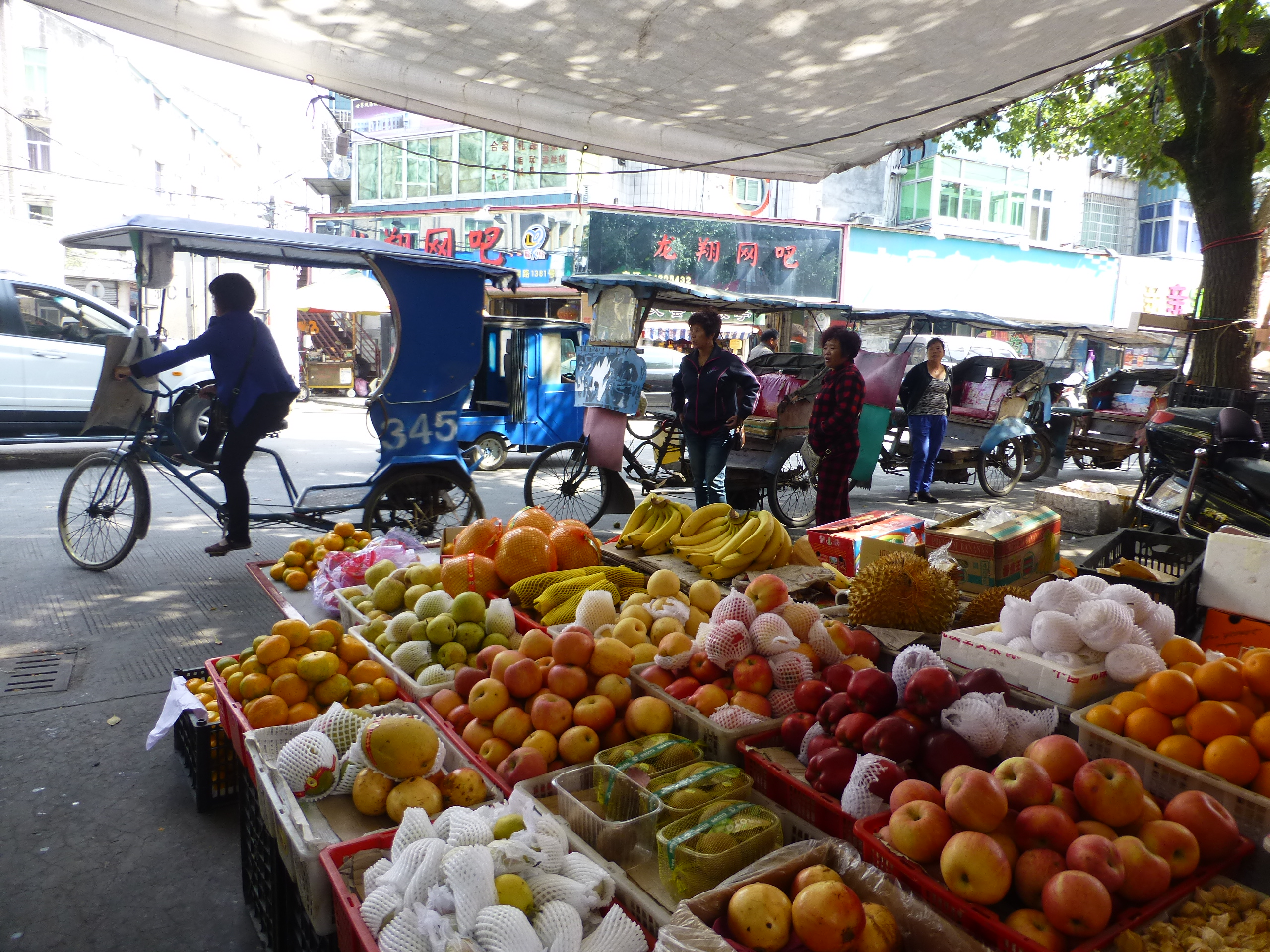
临街贩卖的传统果蔬市场

### 城市化的动力
龙港所地处的江南平原本是苍南县经济较为发达的地区。农业发展难以承载人口增长，形成了大量富裕劳动力未能转向城市。龙港周边的金乡自1976年起即有农民开始私下进行农业生产的家庭承包制度，并且成为温州挂户经营模式的发源地之一，并且还是温州市的标牌产业群落集聚地。1978年，龙港西面的湖前和萧江等地农民利用传统木织机制成塑料编制袋后，在当地形成了塑料编织袋产业群落。1979年，龙港南面的宜山农民通过技术革新造出了当地第一代再生腈纶纱，在当地形成了再生纺织业的产业集聚。钱库镇则形成了印刷包装产业群落。 自此，温州市在1980年代的十大专业市场有四个在龙港周边。
随着经济发展，温州地区已经出现不少万元户、十万元户，乃至百万元户，并且形成了大规模的修庙造坟运动，显示出当地农民相当规模的财富积累。早在1981年时，龙港所处的江南片区的经济总量即已经占到苍南县总体的60.3%，有着一大批万元户。尽管农村非农产业的空间集聚形成了一定的规模效益，但农村的信息沟通、运输成本、生产服务配套和生活质量不如城镇，加之长期的城乡二元壁垒，增长了农民进城的愿望。龙港位于浙南闽北的水陆交通枢纽和物资集散中心：内河航运发达，可以沟通周边乡镇；透过104国道等公路则可连接中国大陸各地；还有海港可沟通外界。1984年，龙港放开落户政策后，吸引了周边三省七县的富裕农民进城，也带来了相关的产业集聚。

### 土地有偿使用
龙港是“温州炒房团”的发源地，其建设之初就带有炒卖房地产的色彩。龙港的发展形成了全国第一轮的集体炒房行为，并在1996年达到顶峰，当年龙港站前路的一套落地房的单价已经近万，而同期上海和杭州中心地带的房价不过两千元人民币左右。在1996年之后，当地房价即遭遇了猛烈的下跌。龙港的发展与中国大陸早期发展乡镇经济所提出的“离土不离乡”政策相违背，其人口和产业呈现“离土又离乡”的格局。由于龙港是因国家资金不足而由农民集资建成的，当地政府为建设亦做出种种承诺：尽管当时还不允许土地买卖，当地政府却以“公共设施费”为名，出让土地以供有偿使用。虽然这一做法没有正式土地使用证书，但却使个人获得了土地使用权，相当于政府与私人之间的契约。
不过，由于乡镇企业的发展也侵占了大量的耕地，而龙港镇的土地利用较为集约化，反而节省了大量耕地占用：1984年以来，苍南县私人建房占用耕地的面积达到8,333亩，总建筑面积超过407万平方米，平均每亩的建筑面积为488.48平方米，而同期龙港镇的建房用地达到812.9亩，建筑面积达到181万平方米，平均每亩建设面积2,235.5平方米。龙港透过房地产业获得了城市发展的直接动力，成为全国最早实行土地有偿使用的地方，到1992年地块最高价格已经达到了1,500元/平米，出让金额达到了5,800万元，为当地基础设施建设和环境改善提供了资金。

### 产业集聚升级
龙港在建镇后不久，其第三产业与就业人口即超过了第二产业和第一产业，是其建设初期吸纳农村富余劳动力的主要产业，也推动了劳动密集型产业的发展。龙港的发展带有迁出地农民原本产业的特色，其产业既有金乡的标牌产业，也有湖前和萧江的塑料编织袋产业，还有宜山的再生腈纶纱产业和钱库的印刷包装产业，形成了产业的交叉。经济集聚形成的竞争压力促使经济转型，家庭经济逐步转型为股份合作制经济，到1991年，龙港最大的一百家成规模企业的产值已经占到当地规模工业产值的72%，并且其工业品已经进入海外市场。
当地产业集聚的交叉发展带动了通讯光缆、制药、仪器仪表等其它产业的发展。随着资本积累，领先的企业不断扩充设备、扩大规模，产业结构也向技术含量相对较高的印刷包装行业及其它产业上进行转移，呈现出民营经济的自发演化特征。不同于学界和产业界中所常建言的做大做强、扶持龙头企业的做法，当地的经济活力来自于中小企业，而当地现时的支柱产业最初也不过是当地不起眼的小产业。

### 政企关系
2000年的调查显示，当地24,399家企业中没有一家是国有企业，就连630家集体企业中真正的集体性质数量也是极其微小。龙港的经济结构中，个体、私营企业是主体，并不像中国大陸其它城市一样有“单位”这类可以依托的组织，而是形成了企业家协会等自治为主的组织。温州市政府在龙港城镇化早期时遭受到政治和经济双重压力，但采取了无为而治的态度。传统计划经济情况下，城市建设和市民福利由政府承担费用，农民进城意味着政府财政支出扩大，故而政府往往会限制农民进城。但温州市却将政府主导的城市化转变为市场主导的城市化，促进了其早期城镇化的发展。
1994年前夕，龙港镇退休政府人员组织成立了龙港建市促进会，陈定模等人透过民主选举成为该会的骨干成员，该会还从龙港当地的企业和村委会筹资30余万元组织进行张贴标语、集体上访等活动，后受到温州市政府干预而自动解散。
龙港镇的企业家协会成立于1996年，到2003年有会员单位122家，为维护企业利益和地方利益上起到积极的作用。如2000年，浙江富康包装印刷的一名员工在运送样品途中被舥艚工商所扣留，工商所要求员工出示委托书，员工要求对方出示检查证，员工被打后，企业家协会迅速会同当地人大代表苍南中心组前往舥艚工商所展开调查，企业家协会会长、温州市人大代表方崇钿则前往苍南县城以经商环境为由对县委县政府施压，最后舥艚工商所有关责任人被拘留和行政处分。此外，企业家协会也在高速公路口选址等方面为龙港政府向上级人大等机构进行游说，亦协调龙港和鳌江之间的关系以避免重复建设，还协调企业和民众、企业和企业之间的关系。当地的印刷行业协会最初为政府成立，后亦移交给企业进行管理。

## 社會

### 人口
2020年第七次全國人口普查時，龍港市有常住人口464,696人，比第六次全國人口普查增長17.35%，總人口性別比為113.18；人口年齡中14歲以下占18.29%，15~59歲占67.54%，60歲以上占14.17%；54.836%的人口具有大學以上學歷；城鎮人口占96.89%，比第六次人口普查提高35.92%。
龙港辖区面积由最初的7.2平方公里增加到183.99平方公里，人口由最初的8000余人增长到2018年的37.87万人。

### 方言

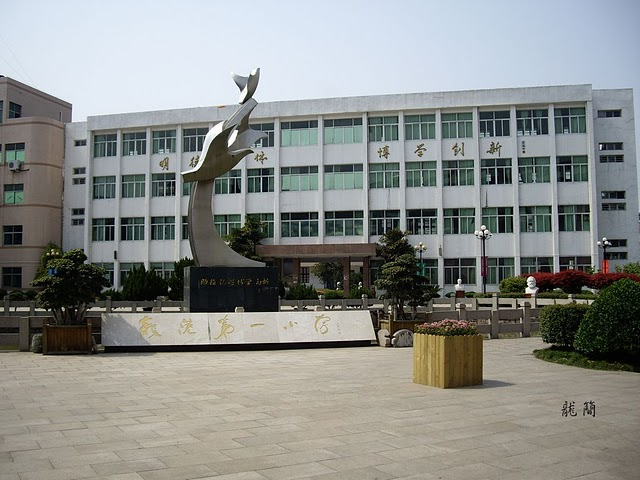
龙港第一小学

龙港所处的江南平原拥有诸多方言 主要有吴语分支瓯语龙港话、蛮话、金乡话、闽南话、畲话。据浙江方言库记载，沿江和龙江大部分地区及镇中心使用瓯语龙港话，海城、白沙及龙江部分地区则使用蛮话。龙港话与周边瓯语可以互通，但在声母和声调上有一定差别，在词汇上大同小异，从语腔上是平阳话的一种，比温州市区腔调更硬一些。在蛮话的使用上，分为南向腔和北向腔，南向腔指与浙南闽语接连的钱库、金乡一带的蛮话，北向则指与温州话相连的龙港、宜山一带的蛮话，钱库的蛮话处于两腔之间，蛮话使用者一般以钱库的蛮话作为正统。另有池浦半河章村的畲族，但现在讲瓯语，而已经不通晓畲话；邻近的金乡还有操金乡话者。

### 教育
龙港建镇后，透过政府投资和社会力量，龙港教育事业获得发展，设有学前、小学、初中、高中、职业及特殊教育。建镇初期，龙港打破国家包办教育的旧有思路，提出集资办学，于1985年向全镇人民请求捐款，当年即收到175万元捐款，至1999年收获捐款超过一亿元。台胞陈细锁一人即捐助550万元人民币用以建设龙港高中，方岩村则在七年时间里向龙港一小捐助将近120万元。龙港第一小学、龙港第二小学、龙港第三小学、龙港第四小学及龙港第一中学、龙港第二中学、龙港第三中学等学校成立的家长委员会亦集资为学校盖起大楼等设施。
龙港镇的学前教育自1980年因建城而兴起，建有康乐幼儿园、舒乐幼儿园、第三幼儿园、第四幼儿园、园林幼儿园等数十所幼儿园，曾因以民办为主而受到诟病，至2019年方才有公办幼儿园。2001年时，龙港已经有15所辅导小学和23所完全小学，包括龙港第一小学、龙港第二小学等辅导小学及湖前小学、凤江小学等完全小学，已有初中十一所，高中四所，其中包括龙港第一中学、龙港第二中学在内的公办初中及龙港高级中学、龙港第二高级中学在内的公办高中，也包括巨人中学、江南高中在内的民办初中及潜龙中学等民办高中。另外还设立有龙港聋哑学校等特殊教育学校，及龙港职业技术学校等职业教育学校。

### 宗教

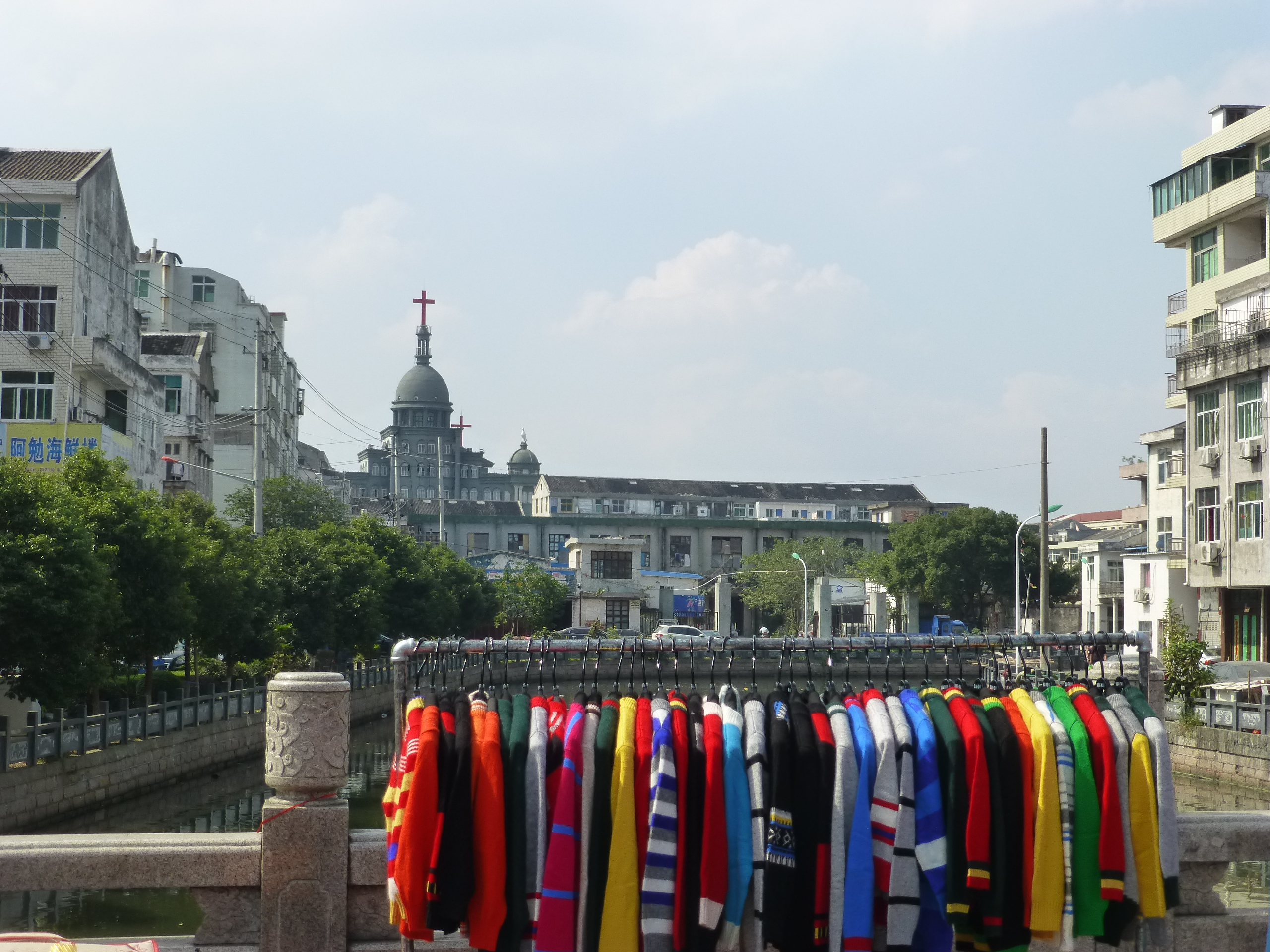
龙翔路上的街市及远处的天恩堂

龙港有信仰新教、天主教、佛教、道教者，教堂、寺庙林立。中华人民共和国成立后，因政治运动起伏，各个宗教的发展有所兴衰。建国之初，宣扬唯物主义及破除迷信，抑制了各个宗教的发展。文革期间，宗教信仰受到冲击和禁止。中共十一届三中全会后，重申宗教自由，宗教活动恢复，宗教场所被归还，后不少受到重建。截至2003年，有道观4所，寺（庵、社）43所，耶稣堂25所，天主堂6所。
佛教寺庙的历史最早可追溯到涌泉寺建立时的唐咸通年间，另有龙慧寺、妙法寺、龙华寺等四十余所寺庙。道教兴建道观的历史追溯到清华道观兴建之宋端平年间，另有金龙道观、普天道观、三清道观等道观。天主教堂的历史最早可追溯到河底高村的河底高天主堂始建之1927年，另有林陈村的林陈天主堂、徐家庄村曹家的曹家天主堂、湖前西桥的湖前天主堂、周家车村的周家车天主堂、黄中村的黄中天主堂等。新教设立教堂的历史可追溯到江滨路安息日会始建之1900年，另有主恩堂、主恩堂分堂、天恩堂、方岩堂、主爱堂、下埠教堂、新美洲教堂等25所教堂。

## 参阅书目
- 李金珊; 胡凤乔; 袁波 (编). . 杭州: 浙江大学出版社. 2014. ISBN 978-7-308-13909-0.
- 《龙港镇志》编纂委员会 (编). . 北京: 中华书局. 2003  [2019-09-01]. ISBN 7-101-03934-0. （原始内容存档于2019-04-20）.